# Stojan Jordanov
Stojan Ivanov Jordanov (Bulgaars: Стоян Иванов Йорданов) (Sofia, 29 januari 1944) is een voormalig Bulgaars voetballer. Hij heeft gespeeld bij CSKA Sofia, OFC Sliven 2000 en Tskerno More.

## Loopbaan
Jordanov speelde bij Bulgarije 25 wedstrijden tussen 1968 tot 1977. Hij behoorde tot de selectie voor het wereldkampioen 1970. Hij won een zilveren medaille op de Olympische Zomerspelen in 1968.
Na zijn voetbalcarrière werkt hij als een coach bij CSKA Sofia. Hij leidde ook bij Bulgarije onder 21.

## Erelijst
- Olympische spelen 1968 : 1968 (Zilver)
- Parva Liga (7) : 1965-1966, 1968-1969, 1970-1971, 1971-1972, 1972-1973, 1974-1975, 1975-1976
- Bulgaarse voetbalbeker (5) : 1965, 1969, 1972, 1973, 1974